# Асикага Ёсимицу
Асикага Ёсимицу (яп. 足利 義満, 25 сентября 1358 — 31 мая 1408) — 3-й сёгун сёгуната Муромати. Правил с 1368 по 1394 год. Был сыном Асикаги Ёсиакиры, 2-го сёгуна сёгуната Муромати. Ёсимицу принял титул сёгуна в конце 1367 года, который был утверждён за ним официально следующем году. В 1378 году он перенёс постоянную сёгунскую резиденцию в район Муромати в Киото, от которой второе самурайское правительство получило название «сёгунат Муромати». В 1379 году Ёсимицу подчинил внутриродовую оппозицию и начал реализовывать план по укреплению центральной власти. В 1383 году он был признан императором «главой всех самураев рода Минамото», а к 1391 году смог подчинить своей воле роды Токи и Ямана, в чём немалую помощь ему оказал Хосокава Ёриюки.
В 1392 году Ёсимицу удалось перенести святые реликвии монаршего дома в Киото и объединить северную и южную династию. Это укрепило власть сёгуната в стране, который отныне выступал защитником единого императорского двора.
В 1394 году Ёсимицу передал титул сёгуна своему сыну Асикаге Ёсимоти, а сам принял постриг в монахи. Хотя он официально отошёл от правления, все рычаги власти оставались у экс-сёгуна. В 1396 году он подчинил род Имагава на востоке, а в 1399 году — род Оути на западе страны.
В 1404 году Ёсимицу восстановил торговлю с Китаем, признав вассалитет своего правительства от китайского императора. За это от китайского монарха ему был дарован титул «короля Японии».
Ёсимицу был известен как покровитель искусств. Он оказывал содействие развитию театра но и распространению буддизма. Ёсимицу считается основателем яркой «культуры Китаяма». Образцом последней является «Золотой храм» Кинкакудзи в Киото, который был личной резиденцией экс-сёгуна.
Ёсимицу умер в 1408 году, оставив потомкам могущественный и централизованный сёгунат.